# 喜马拉雅沙参
喜马拉雅沙参（学名：Adenophora himalayana）为桔梗科沙参属的植物。其种加词“himalayana”意为“喜马拉雅山脉的”。分布于帕米尔、塔尔巴哈台山、天山、喜马拉雅山以及中国大陆的西藏、青海、甘肃、新疆、四川等地，生长于海拔1,200米至4,700米的地区，多生长于灌丛下、林缘、山沟草地、林下、北坡及石缝中，目前尚未由人工引种栽培。

## 异名
- Adenophora himalayana Feer ssp. alpina (Nannf.) Hong